# Glukuronid THC
Zasugerowano, aby ten artykuł podzielić na różne artykuły.
Glukuronid THC, glukuronid tetrahydrokannabinolu – organiczny związek chemiczny, metabolit tetrahydrokanabinolu, wydalany z organizmu wraz z moczem. Jego obecność może być sprawdzana w dokładniejszych testach antydopingowych.
W warunkach laboratoryjnych, powstaje on w wyniku glukuronidacji THC kwasem UDP-glukuronowym w obecności enzymów UDP-glukuronylotransferazy, głównie UGT1A7, UGT1A10 i UGT2B7.
Do badań naukowych wykorzystywany jest głównie jego izomer – C4'-glukuronid THC, różniący się miejscem wiązania glikozydowego, wytworzonego pomiędzy atomem węgla 4' pierścienia aromatycznego, a nie sąsiednią grupą hydroksylową (jest to więc rzadko spotykane wiązanie C-glikozydowe).